# 橙棕紮竺鯛
橙棕紮竺鯛（學名：Zapogon isus），又稱紅海天竺鯛，為輻鰭魚綱鈎頭魚目天竺鯛科的其中一個種。

## 分布
本魚分布於紅海海域。

## 深度
水深6至20公尺。

## 特徵
本魚體延長而側扁，眼大，口大略下位。體呈紅色，眼睛周圍有一深色斑紋，另第二背鰭基部有一深色眼斑，尾鰭略凹入。體長可達5.6公分。

## 生態
棲息在礁石區，屬於夜行性魚類，屬肉食性，以多毛類及小型無脊椎動物為食。繁殖期時，雄魚具有口孵習性，卵約7日化成仔魚，由雄魚吐出，具短暫的仔魚飄浮期。

## 經濟利用
不具任何經濟價值。